# Pinzgauer Lokalbahn
A Pinzgauer Lokalbahn (magyarul: Pinzgaui Helyiérdekű Vasút) – korábban Krimmler Bahn, vagy Pinzgaubahn) egy keskeny nyomközű, 52,611 km hosszú vasút az ausztriai Salzburg tartományban, amely Zell am See és Krimml között húzódik. Az ÖBB kezelésében álló vonalat 2008. július 1-jén a Salzburg AG vette át.

## Története

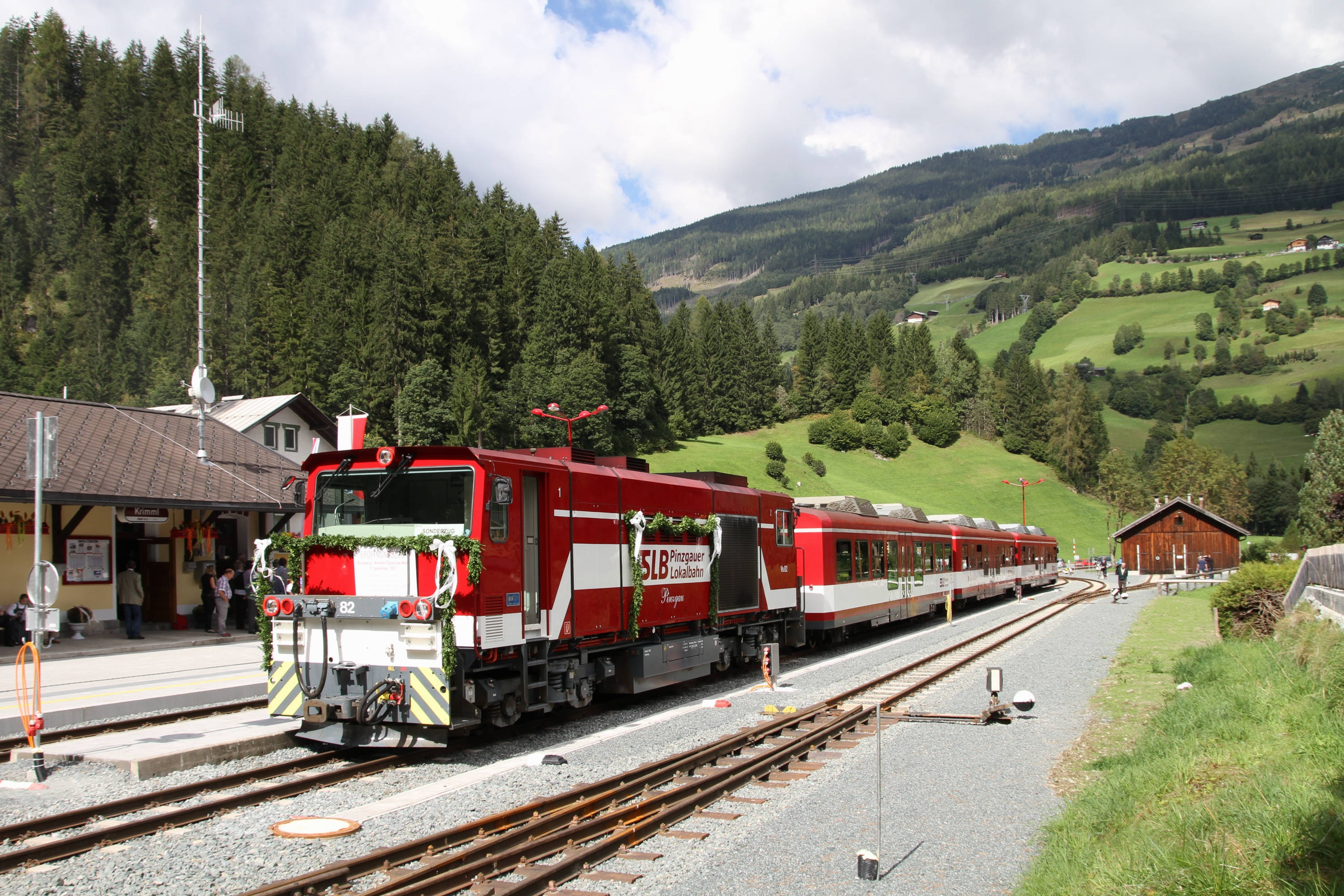
Teljes vonal ünnepélyes újranyitása, Krimml-nél, 2010. szeptember 11-én

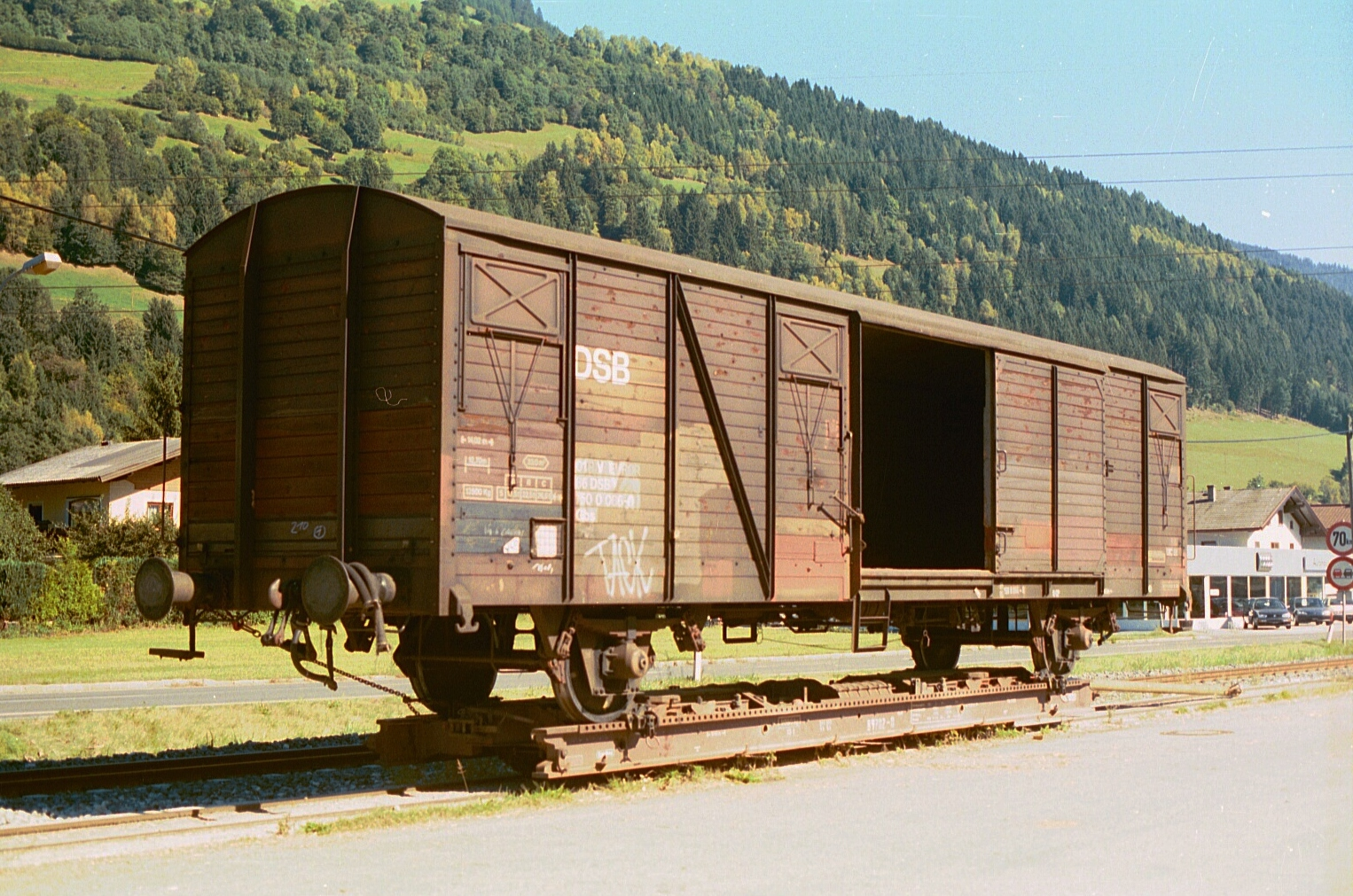
Egy Rollwagen-kocsi, rajta a normál nyomtávú teherkocsival

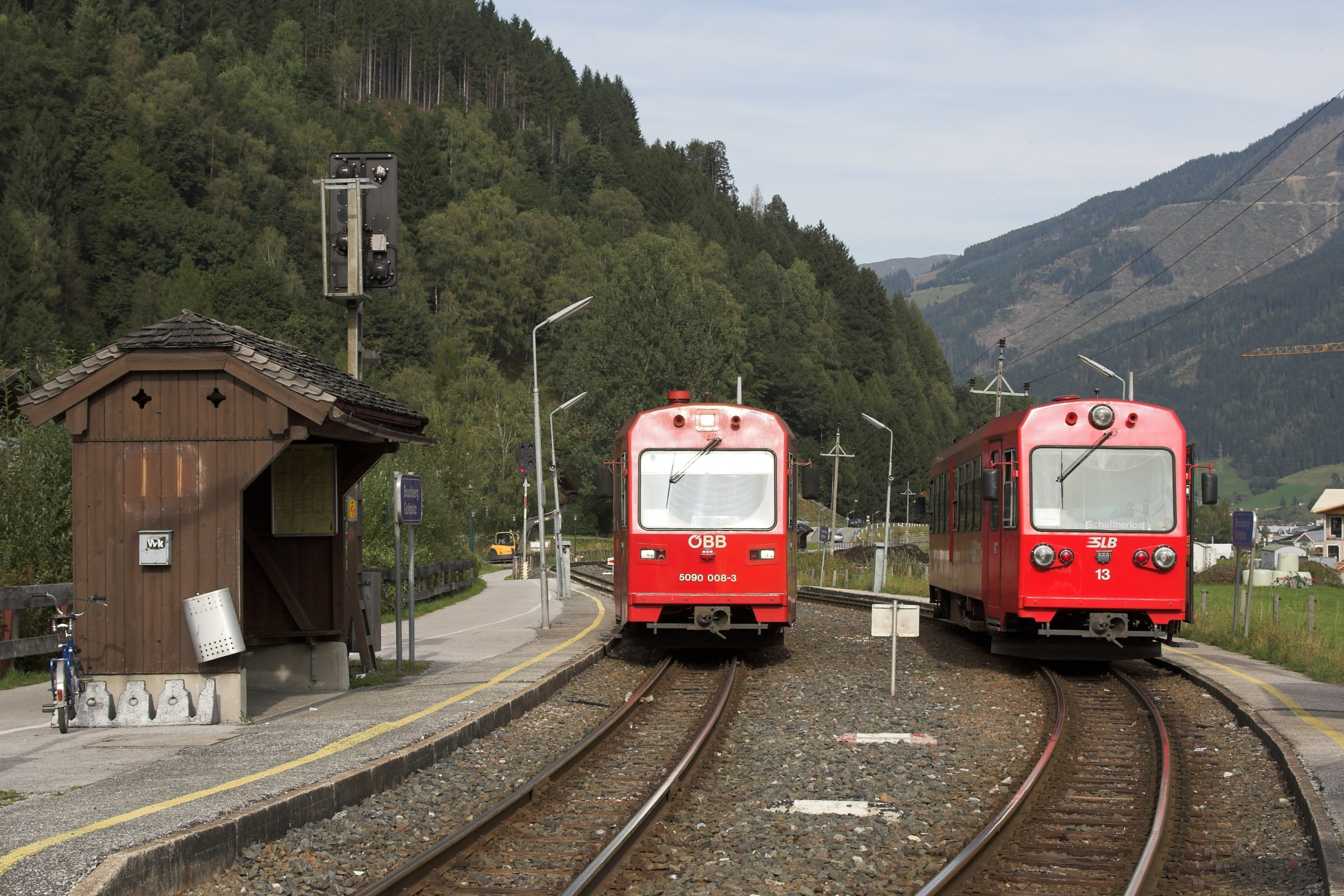
Pinzgaui vasút a tulajdonosváltás időszakában. A baloldali motorvonaton még az ÖBB logó figyelhető meg, míg a másikon már az SLB felirat látható. Az új üzemeltető természetesen más számozási rendszerre tért át.

A vonalat 1898 január 3-án nyitották meg. A Krimmli vízesésig való meghosszabbításának, illetve a szomszédos tiroli Zillertalbahn-vonallal való összekötésének terve nem került megvalósításra. A vasutat elsődlegesen faanyagok szállítására használták, amit eleinte a Zell am See-n átmenő nagyvasútra rakodtak át, ezt később un. Rollwagen-ek segítségével könnyítették meg (magyarul: zsámolyozó kocsikkal), amik lehetővé tették normál nyomtávú teherkocsik közlekedését kisvasúti vonalakon. 1998-ban az áruszállítást megszüntették veszteségessége miatt, azonban az új üzemeltető a teherszállítás újraindításáról döntött 2008. november 24-én.
Az utasforgalom már a kezdetektől fogva fellendülőben volt, köszönhetően azoknak a turistáknak, akik meglátogatták az akkor már igen népszerűvé vált Krimmli vízesést - Ausztria legnagyobb vízesésrendszerét.
Az idegenforgalom mellett az ingázók, illetve a diákok egyik alapvető közlekedési pillére a Pinzgaui vasút. Ezen kívül a Magas-Tauerni Nemzeti Parkba kirándulók, valamint kerékpározók is használják.
A háború utáni időszakban a megnövekedett személygépkocsi-, illetve az egyre jobban elterjedő menetrend szerinti autóbuszforgalom miatt a vasút utas létszáma jelentősen megfogyatkozott. Ennek ellenére a vasutat korszerűsítették vonzóbbá téve azt az utazóközönség előtt, az 1980-as évek közepén pedig új 5090-es sorozatú motorvonatokat vásároltak.
1987-ben egy áradás következtében Mittersill és Krimml között a vasúti pálya súlyosan megrongálódott. Noha a pályaszakasz megszüntetésének a veszélye nem fenyegetett, a helyreállítási költségek tetemesnek bizonyultak. Későbbi években elvégzett pályarekonstrukciók, valamint a különlegesen éles kanyarok megszüntetése után az ÖBB egyetlen 70 km/órás max. sebességű keskeny nyomközű vasútja lett.
Mivel a 2000-es évek elején anyagi okokra hivatkozva felmerült a teljes vonal megszüntetésének lehetősége, az Osztrák Szövetségi Vasutak és Salzburg tartomány között tárgyalások kezdődtek a vasút jövőjével kapcsolatban.
A 2005-ös nagy nyári áradás következtében a völgyben húzódó Salzach folyó kilépett medréből, elmosva és súlyosan megrongálva a vasútvonal vágányait. A katasztrófa után csak egy rövid szakaszon, Zell am See és Piesendorf között tudtak közlekedni a vonatok. 2005 októberében a pályát Mittersill-ig helyreállították, onnantól buszok szállították tovább az utasokat.
2007-ben megegyezés született az osztrák Kormány, a Szövetségi Vasutak, illetve Salzburg tartománya között, melynek értelmében közösen részt vállalnak a teljes vonal felújításában - beleértve a megrongálódott szakasz újbóli üzembe helyezését, valamint 2008. július 1-jétől Salzburg tartománya átveszi az ÖBB-től az üzemeltetést, a tulajdonos pedig a Salzburg AG lesz, mely már több helyiérdekű vasútvonallal rendelkezik.
A tulajdonosváltás után az ÖBB-től származó 5090-es sorozatú motorvonatok mellé korszerű, alacsony padlós személykocsikat, valamint új - Gmeinder D 75 BB-SE típusú dízelmozdonyokat is vásároltak a vonal részére (hasonló mozdonyokat vásárolt a tiroli Zillertalbahn is).
2010. szeptember 11-én ünnepélyes keretek között újra megnyitották a teljes vonalat Zell am See és Krimml között.